# سونات شماره ۱۲ پیانو (بتهوون)

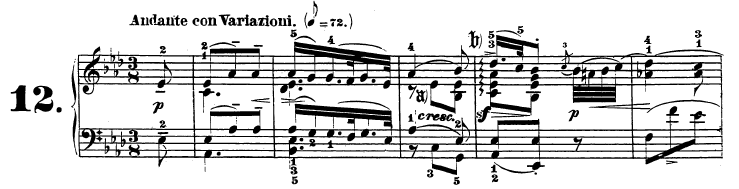
سونات شماره ۱۲ پیانو

سونات شمارهٔ ۱۲ اُپوس ۲۶، که بیشتر با نام مارش تشییع جنازه یا مارش مراسم دفن (به انگلیسی: Funeral March) شناخته می‌شود، نام سوناتی برای پیانو ساختهٔ لودویگ فان بتهوون بین سال‌های ۱۷۹۸ تا ۱۸۰۱ است. این سونات در گام لا بمل ماژور نوشته شده و شامل ۴ موومان به نام‌های آندانته کُن واریاتزیونی (موومان یکم، ۷٫۵ دقیقه)، اسکرتسو: آلگرو مولتو (موومان دوم، ۳ دقیقه)، مارش تشییع جنازه (موومان سوم، ۶ دقیقه)، و آلگرو (موومان چهارم، ۳ دقیقه) است.
بتهوون این سونات را هنگامی در وین، پایتخت اتریش، منتشر ساخت که همزمان، سمفونی یکم خود را نیز نوشته بود. او این سونات را به کارل فون لیخنوفسکی اهدا کرد.